# Philip Berrigan
Philip Berrigan (5 de outubro de 1923 — 6 de dezembro de 2002) foi um pacifista, anarquista e ex-padre católico estadunidense internacionalmente conhecido. Juntamente com seu irmão Daniel Berrigan, promoveu diversas a(c)ções contra a guerra.

## Morte
Philip Berrigan morreu de cancro aos 79 anos de idade, em Baltimore, Maryland. Seu corpo foi sepultado na Jonah House.

## Obras
Berrigan foi autor de vários livros, incluindo No More Strangers, Punishment for Peace (ISBN 0-345-22430-2), Prison Journals of a Priest Revolutionary (ISBN 0-03-084513-0), Punishment for Peace (ISBN 0-345-02430-3) e Widen the Prison Gates (ISBN 0-671-21638-4). Em 1996, escreveu sua autobiografia, Fighting the Lamb's War (ISBN 1-56751-101-5), e com a esposa, escreveu The Times' Discipline.